# Frank Grund
Frank Grund (* 6. Februar 1958 in Troisdorf) ist ein ehemaliger deutscher Versicherungsmanager. Als Vorstandsvorsitzender der Basler Versicherungen stand er im Mittelpunkt der Auseinandersetzungen um die Auflösung des Deutschen Rings. Zwischen 2015 und 2023 war er als für die Versicherungs- und Pensionsfondsaufsicht zuständiger Exekutivdirektor für die Bundesanstalt für Finanzdienstleistungsaufsicht tätig.

## Werdegang
Grund studierte Rechtswissenschaften an der Rheinischen Friedrich-Wilhelms-Universität Bonn. Dort absolvierte er 1983 sein erstes und 1986 sein zweites juristisches Staatsexamen. Nach seinem anschließenden Einstieg in den Gerling-Konzern promovierte er 1988 in Rechts- und Staatswissenschaften.
Bei Gerling durchlief Grund verschiedene Abteilungen, dabei war er zunächst ab 1991 in verschiedenen leitenden Funktionen bei der Gerling Speziale Kreditversicherung unter anderem für die Auslansexpansion zuständig, ab 1996 stellvertretender Geschäftsführer der Gerling Vertriebsgesellschaft und ab 1998 Geschäftsführer der Gerling Industrie-Service, ehe er im April 2000 zum für Transport-, Luftfahrt- und industrielle Kfz-Versicherung sowie das Auslandsgeschäft zuständiges Vorstandsmitglied berufen wurde. Dabei war er im Zuge seiner Rolle als Leiter des globalen Auslandslandsgeschäfts als Aufsichtsratsvorsitzender unter anderem in Großbritannien, Australien und Polen tätig. Nachdem er im Sommer 2003 bei Gerling ausgeschieden war, folgte er im Herbst des Jahres dem in den Ruhestand wechselnden Winfried Anolick an der Spitze der Deutschlandtochter der Baloise. Dabei stand anfang die mit einem Personalabbau verbundene Integration der 2003 erworbenen Securitas Bremer Allgemeine Versicherung im Vordergrund, ehe die Gesellschaft wieder schwarze Zahlen schrieb. Unter seiner Leitung benannte sich das Unternehmen 2007 um: hatte es nach der Fusion noch als Basler Securitas firmiert, hieß es fortan auf dem deutschen Markt Basler Versicherung.
Am 12. November 2008 verkündete die Schweizer Mutter bei den ebenfalls zum Konzern gehörenden Lebens- und Sachversicherungsgesellschaften des Deutschen Rings die Abberufung des bisherigen Vorstandsvorsitzenden Wolfgang Fauter, dem 14 Tage später Grund als Vorstandschef folgen sollte. In der Folge beendete die Krankenversicherung ihre Kooperation mit der Basler und bildete später mit Signal Iduna einen Konzern, das Leben- und Sachversicherungsgeschäft wurde unter Grund sukzessive in die Basler Versicherung integriert. Aufgrund des Vorgehens erhielt Grund dabei Abmahnungen der Arbeitnehmervertreter im Aufsichtsrat, Anfang des folgenden Jahres folgten weitere Rechtsstreitigkeiten. Im Frühjahr 2009 wurde von Grund angekündigt, die Marke Deutscher Ring nicht mehr nutzen zu wollen. Parallel wurde unter Führung Grunds einerseits an einem Sparprogramm für die Basler sowie andererseits an einem Entflechtungsprogramm für die per Organisationsvereinaberung noch verbundenen drei vormaligen Deutscher-Ring-Unternehmen gearbeitet. Im Sommer 2010 wurde Grund in den Aufsichtsrat des Finanzvertriebs OVB Holding berufen. Bis zum Ende des zweiten Quartals 2012 wurde die Entflechtung einerseits und die parallele Integration mit finaler Aufgabe des selbständigen Markenauftritts der Deutscher-Ring-Gesellschaften abgeschlossen. Nach der erfolgreichen Neuausrichtung verließ er zum Jahresende die Basler, ihm folgte Jan De Meulder an der Vorstandsspitze.
Ab 2012 nahm Grund Aufsichtsratsmandate im Versicherungsbereich wahr. So gehörte er zunächst dem Beirat des französischen Rückversicherungsunternehmens Scor an, es folgte 2014 die Berliner Ideal Versicherung. Zudem war er ab 2013 bei Assekurata, einem deutschen Ratingspezialisten für den Versicherungsbereich, Mitglied des Rating-Komitees. Die Mandate legt er 2015 nieder.
Im September 2015 folgte Grund dem an die Spitze der BaFin wechselnden Felix Hufeld an der Spitze der deutschen Versicherungs- und Pensionsfondsaufsicht nach. Im Dezember des Jahres übernahm er auch dessen Aufgaben im Board der Europäischen Aufsichtsbehörde für das Versicherungswesen und die betriebliche Altersversorgung. Zudem wurde er Mitglied des Exekutivkomitees der International Association of Insurance Supervisors.
Am 13. September 2023 verkündete die BaFin, dass Julia Wiens – wie Grund zuvor langjährig bei der Basler Versicherung tätig – dem im Alter von 65 Jahren in den Ruhestand wechselnden Grund an der Spitze der deutschen Versicherungsaufsicht nachfolgen werde.